# 陳大玠
陈大玠，字元臣，号笋湄，福建晉江縣人，清朝政治人物、進士出身。
雍正二年（1724年）甲辰科進士，授授临漳知县，升内閣中书，擢礼部仪制司主事、浙江道监察御史、吏科给事中，官至升太常寺少卿。著有《笋湄内篇》、《四书文初稿》、《文集》、《诗集》。子陈金涵、陈金骏、陈金凤、陈金宣。